# دين هيجارتي
دين هيجارتي (بالإنجليزية: Den Hegarty)‏ هو مغني وكاتب أغاني أيرلندي، ولد في 13 سبتمبر 1954.